# 日本・ラテンアメリカ婦人協会
一般社団法人日本・ラテンアメリカ婦人協会（にほん・ラテンアメリカふじんきょうかい）とは、在日ラテンアメリカ諸国の婦人（大統領夫人・大使夫人・女性大使）との連格及び文化、教育、社会等の各分野における催しの実施、援助並びにあっせんを行う一般社団法人。名誉総裁は常陸宮妃華子。

## 所在地
事務所は東京都昭島市玉川町

## 役員
会長
橋本久美子
副会長
荒船旦子
専務理事
永井素子
理事
石田惠子
小野美代子
高塚純子
髙畑晴子
竹内幸子
林美和子
矢野侑子
吉村加寿代
渡邊一子
渡辺真美
渡邉惠子
淵上智子
米澤好子
監事
伊藤治代
鈴木玲子
顧問
林屋園子